# Ягодов сладкиш: Плодови приключения
„Ягодов сладкиш: Плодови приключения“ (на английски: Strawberry Shortcake's Berry Bitty Adventures) е анимационен сериал от 2010 г., продуциран от MoonScoop (2010 – 2013) и Splash Entertainment (2015).

## В България
В България сериалът е дублиран и на български език и по интернет платформата на bTV Voyo.bg.